# Het narrenschip (tekening)
Het narrenschip is een tekening naar Jheronimus Bosch in het Louvre in Parijs.

## Beschrijving

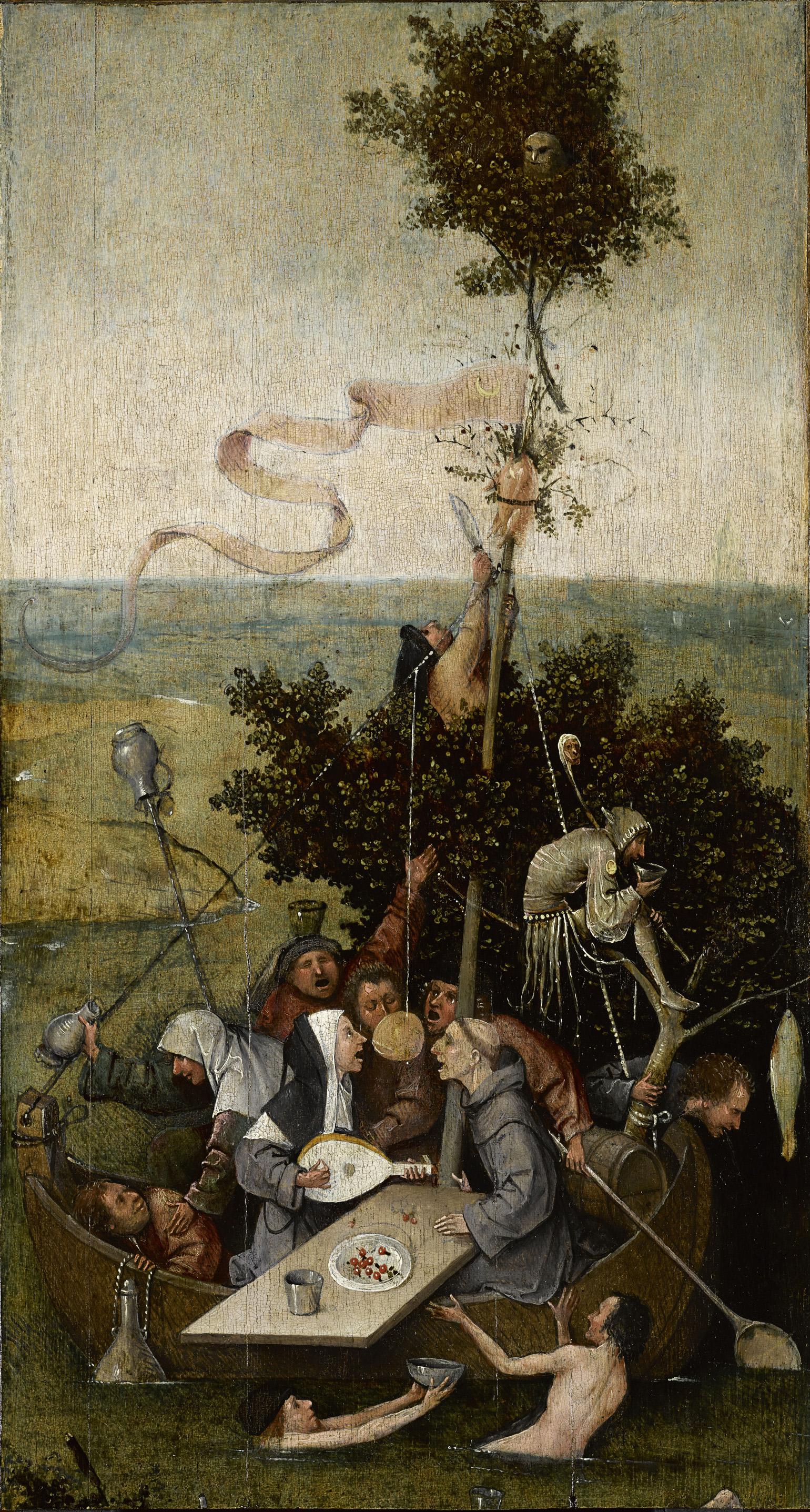
Jheronimus Bosch. Het narrenschip. Ca. 1494 of later. Parijs, Musée du Louvre.

Het is een vrijwel exacte kopie van het schilderij Het narrenschip van Jheronimus Bosch, dat zich ook in het Louvre bevindt. Er zijn echter enkele verschillen. Zo ontbreekt de vis, die op het schilderij aan een tak van de boom op de achterkant van het schip hangt, terwijl het braaksel van de man geheel rechts juist beter te zien is. Daarnaast is op de tekening het struikgewas slechts summier weergegeven. Daar waar op het schilderij op de achtergrond een berglandschap geschilderd is, laat de tekening het silhouet van een stad zien. Men gaat ervan uit dat het schilderij op een zeker moment is overgeschilderd en dat de tekening het schilderij in oorspronkelijke toestand laat zien. In het Louvre bevindt zich ook een tekening naar het schilderij De dood van een vrek van Bosch (zie De dood van een vrek (tekening)), in dezelfde techniek en met ongeveer dezelfde afmetingen.

## Toeschrijving

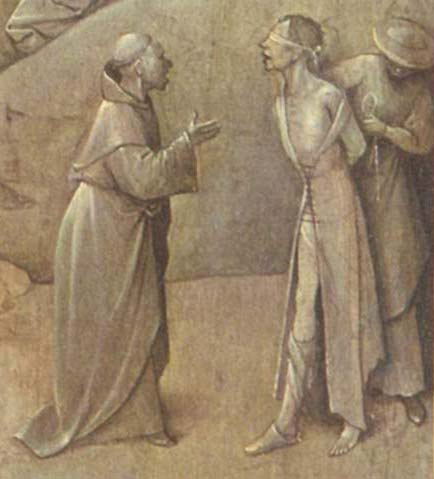
Jheronimus Bosch. Antonius-drieluik, detail rechter buitenluik. Ca. 1501 of later. Lissabon, Museu Nacional de Arte Antiga.

Volgens Bosch-kenner Charles de Tolnay is de tekening een kopie naar het schilderij in het Louvre. Volgens Ludwig von Bladass is de tekening, net als die van De dood van een vrek, een kopie uit de jaren 1520. Friedländer, Popham en Boon beschouwen de tekening echter als een eigenhandig werk van Bosch. Hierbij wordt gewezen op de hoge kwaliteit van de tekening en overeenkomsten met grisailleschilderingen van Bosch op de buitenzijden van verschillende drieluiken. Zo is de zingende monnik op bijna dezelfde manier opgehoogd met witte verf als de staande monnik op het rechter buitenluik van het Antonius-drieluik in Lissabon. Sommige auteurs hebben gesuggereerd dat het hier om een studie voor het schilderij zou gaan, iets wat Friedländer met klem ontkent. De deels zichtbare ondertekening van het Narrenschip laat een te groot verschil zien met de tekening, zodat de mogelijkheid dat het hier gaat om een studie niet waarschijnlijk is.

## Herkomst
De tekening werd op 13 februari 1908 door het Louvre gekocht op de veiling van de collectie van de markies De Valori.